# Parque Estadual do Bacanga
O Parque Estadual do Bacanga foi criado pelo Decreto 7.545 de 2 de Março de 1980, no município de São Luís, no Maranhão, com uma área de 3.075 hectares, entre a margem direita rio Bacanga e a APA da Região do Maracanã. 
Um dos seus objetivos é preservar a Floresta Amazônica protetora de mananciais cujas nascentes naturais alimentam a represa do Batatã, um dos principais reservatórios de água de São Luís, responsável pelo abastecimento de cerca de 30% da capital maranhense. Além disso, deve promover o desenvolvimento de atividades científicas, educacionais e recreativas.
Apresenta também manguezais, em ambientes costeiros influenciados pelas marés, e Mata dos Cocais. Algumas espécies de vegetais encontradas são o angelim, a embaúba, o buriti e o babaçu.
Na fauna, encontram-se animais como bicho-preguiça, cotias e várias espécies de aves, como o pica-pau amarelo, maracanã-do-buriti e gavião-da-calda-branca.

## Histórico
Em 26 de agosto de 1944, o Governo Federal editou o decreto-lei n° 6.833, criando a “Floresta Protetora dos Mananciais da Ilha de São Luís”, com o objetivo de manter a qualidade do ambiente e a continuação da interação equilibrada dos fatores e agentes ambientais.
A construção a estrada de ferro São Luís-Teresina, no início do século XX, a implantação e manutenção das linhas de transmissão da ELETRONORTE a construção do posto da Companhia de Águas e Esgotos do Maranhão (CAEMA) dentro da área do parque, da rede viária representada pelas avenida dos Africanos e avenida dos Franceses e dos bairros do entorno, somada à falta de fiscalização, trouxeram impactos ambientais para a área.
Em 1980, o Governo do Estado, através do decreto n° 7.545, criou o Parque Estadual do Bacanga em substituição a Floresta Protetora dos Mananciais da Ilha de São Luís. Os limites foram alterados com os decretos de n° 9.550/84,  n° 9.687/84 e  n° 7.712/01, em razão do comprometimento de determinadas áreas pela ocupação urbana.
A Lei n° 11.343/2020, por fim, delimitou o parque com uma área estimada em 2.973,927 hectares, retomando os limites que a unidade tinha em 1984, em razão da desconformidade das alterações anteriores.

## Caracterização e importância
O Parque Estadual do Bacanga tem grande importância para ilha de São Luís, sendo um dos únicos fragmentos florestais do bioma amazônico de forma conservada, servindo para a manutenção de uma grande área verde e mananciais na ilha, contribuindo assim, com a qualidade ambiental por meio da conservação dos recursos hídricos locais, recreação, educação e lazer ambiental.

### Clima
O clima de São Luís é tropical, quente e úmido. A temperatura mínima na maior parte do ano fica entre 22 e 24 graus e a máxima geralmente entre 30 e 34 graus. Apresenta dois períodos distintos: um chuvoso, de dezembro a julho, e outro seco, de agosto a novembro. A média pluviométrica é de 2200 mm/ano.

### Geomorfologia
O Parque Estadual do Bacanga ocupa o topo da bacia sedimentar de São Luis, sendo constituído de rochas sedimentares representadas por arenitos e argilitos inconsolidados de idade terciária. 
Nas margens dos igarapés e do Rio Bacanga estão concentrados depósitos argilosos de coloração escura. O solo é essencialmente laterítico, originado da meteorização do material sedimentar existente na área.
A unidade é caracterizada por tabuleiros com bordas pouco inclinadas, pequenas colinas e vales.

### Hidrografia
O parque é dividido em quatro sub-bacias: a do do Rio das Bicas; a Igarapé do Coelho; a da represa do Batatã; e a do Alto Bacanga.

## Biodiversidade

### Flora
Entre as espécies vegetais encontradas no parque estão: Symphonia globulifea (guanandi), Carapa Guianensis (andiroba), Euterpe oleracea (açaí), Mauritia flexuosa (buriti), Hyminaea courbaril (jatobá), Platonia insignis (bacuri), Mangifera indica (manga), Achras sapota (sapoti), Mammeia amaricana (abricó), Talasia esculenta (pitomba), Tamarindus indicus (tamarino), Anacardium ocidentale (caju), dentre outras.

### Fauna
Alguns dos animais que podem ser vistos no PE do Bacanga são: Physalemos cuvieri (rã), Lachesis muta (cobra surucucu de fogo), Crotalus sp (cascavel), Felix wiedii (gato maracajá), Cyclopes didactylus (tamanduaí), Bradypus tridactylus( preguiças), Apidae (abelhas) e aves das famílias Falconidae, Psittacidae e Tinamidae.

## Sítio do Físico
Dentro do parque está situado um importante sítio arqueológico, o Sítio do Físico, aberto à visitação pública. Foi tombado pelo Instituto do Patrimônio Histórico e Artístico Nacional (Iphan).
Foi construído entre o fim do século XVIII e início do XIX, próximo ao Igarapé do Coelho (afluente do rio Bacanga). Seu proprietário era o Físico-mor da então Capitania Geral do Maranhão, Antônio José da Silva Pereira. O local abrigou a primeira indústria da região, com o beneficiamento do couro, arroz e ainda a fabricação de cera e cal. Após a morte do físico, em 1817, passou a fabricar fogos de artifícios. 
Além da residência do físico, faziam parte do conjunto: curtume, fornos, conjunto de tanques, poços, armazéns, cais, laboratório, rampas, telheiros e canalizações com caixa de distribuição para os tanques. Também foram encontrados vários padrões de azulejos, do período pombalino.

## Sambaqui do Bacanga
Os sambaquis foram assentamentos pré-coloniais deixados por populações pescadoras-coletoras-caçadoras no litoral brasileiro. Também foram encontrados na área do parque do Bacanga.
Como importante sítio arqueológico da ocupação humana da ilha há 6 mil anos, é marcante a presença de uma grande quantidade de cerâmica associada a vestígios de alimentos, como conchas, vértebras de peixes e ossos de mamíferos. Desse modo, é possível interpretar seu modo de vida e cultura, relacionada a ambientes litorâneos e de manguezais. 

## Conservação
Embora seja considerado como um verdadeiro “pulmão” de São Luís, sua conservação encontra um grande desafio, pois em suas proximidades estão os complexos viário,  penitenciário, aeroviário, ferroviário, portuário, o distrito industrial, a universidade federal e as torres de energia da Eletronorte. O parque sofre constante pressão populacional, em razão da ocupação urbana e expansão dos bairros no seu entorno, com mais de 400 mil habitantes, incluindo o eixo Itaqui-Bacanga-Centro-Zona Rural.
A destruição de nascentes e o assoreamento dos rios tem provocado grave redução da represa do Batatã, o que pode prejudicar o abastecimento urbano da cidade.
Há a existência de pequenos núcleos populacionais no interior do parque, o que provoca queimadas, desmatamento e a prática da agricultura de subsistência forma primitiva, embora a legislação estabeleça que as terras do parque sejam de de domínio público.
Também se verifica a retirada da cobertura vegetal para escavação e a retirada de barro e pedra para venda.

## Galeria

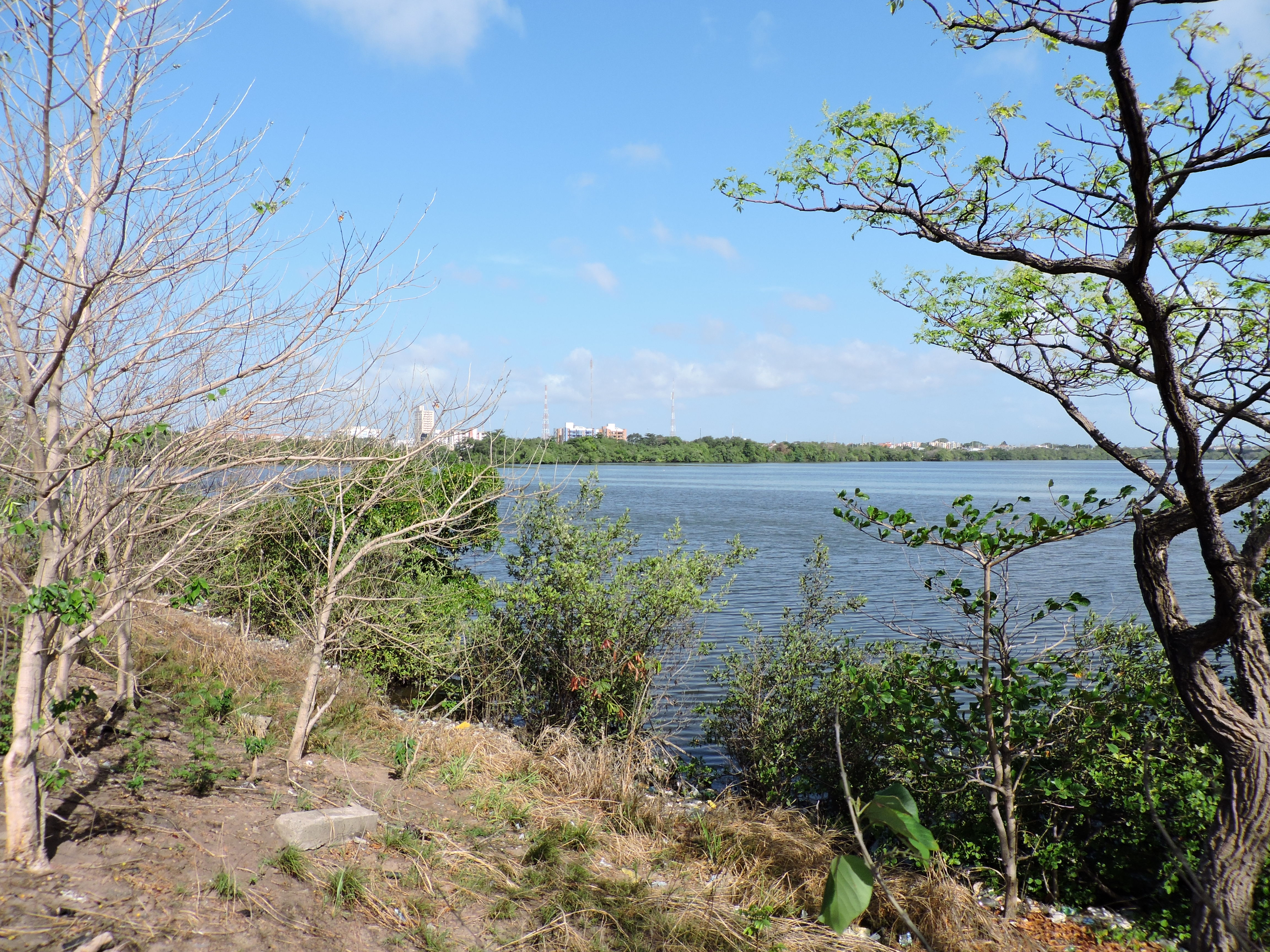
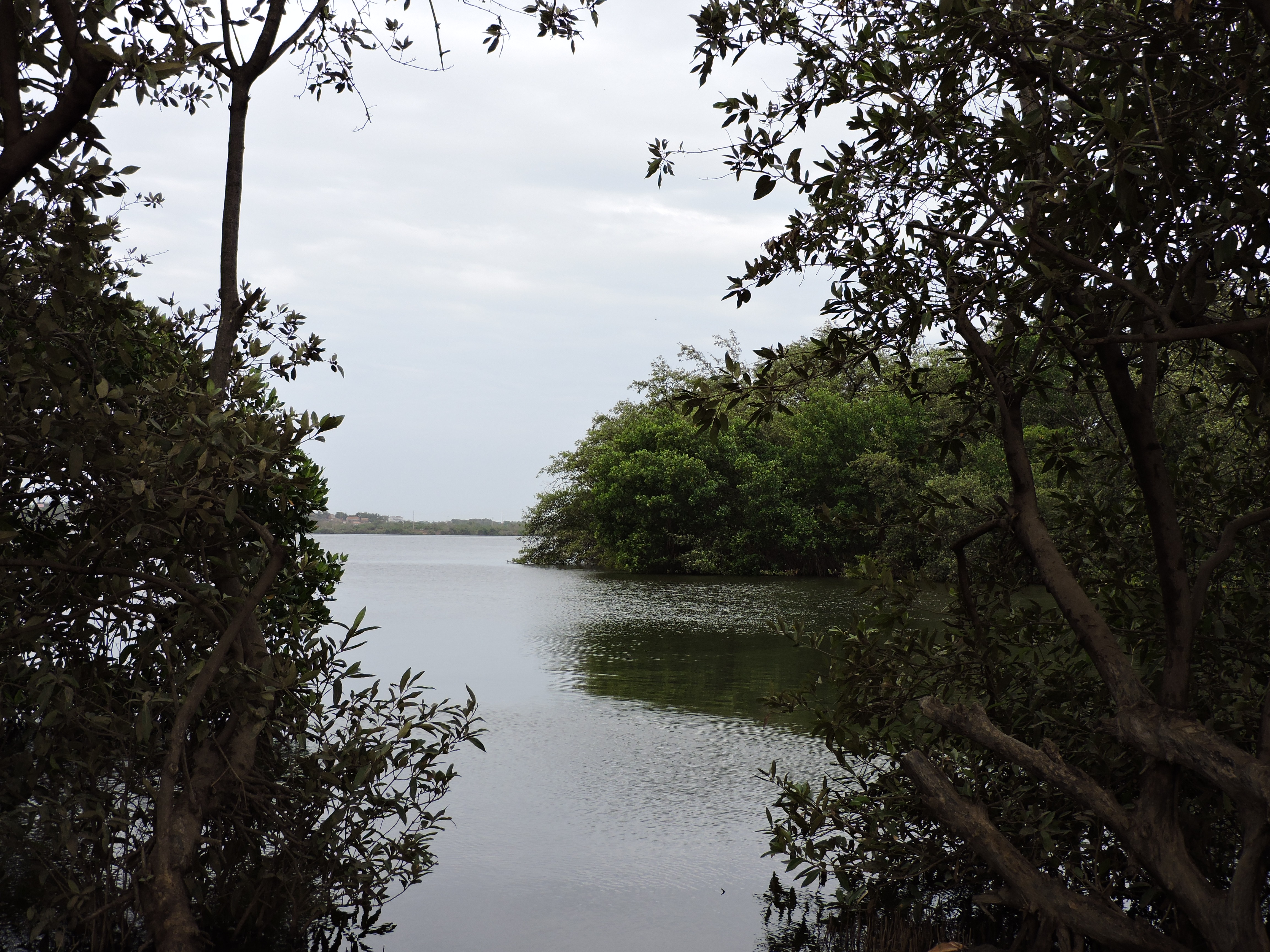
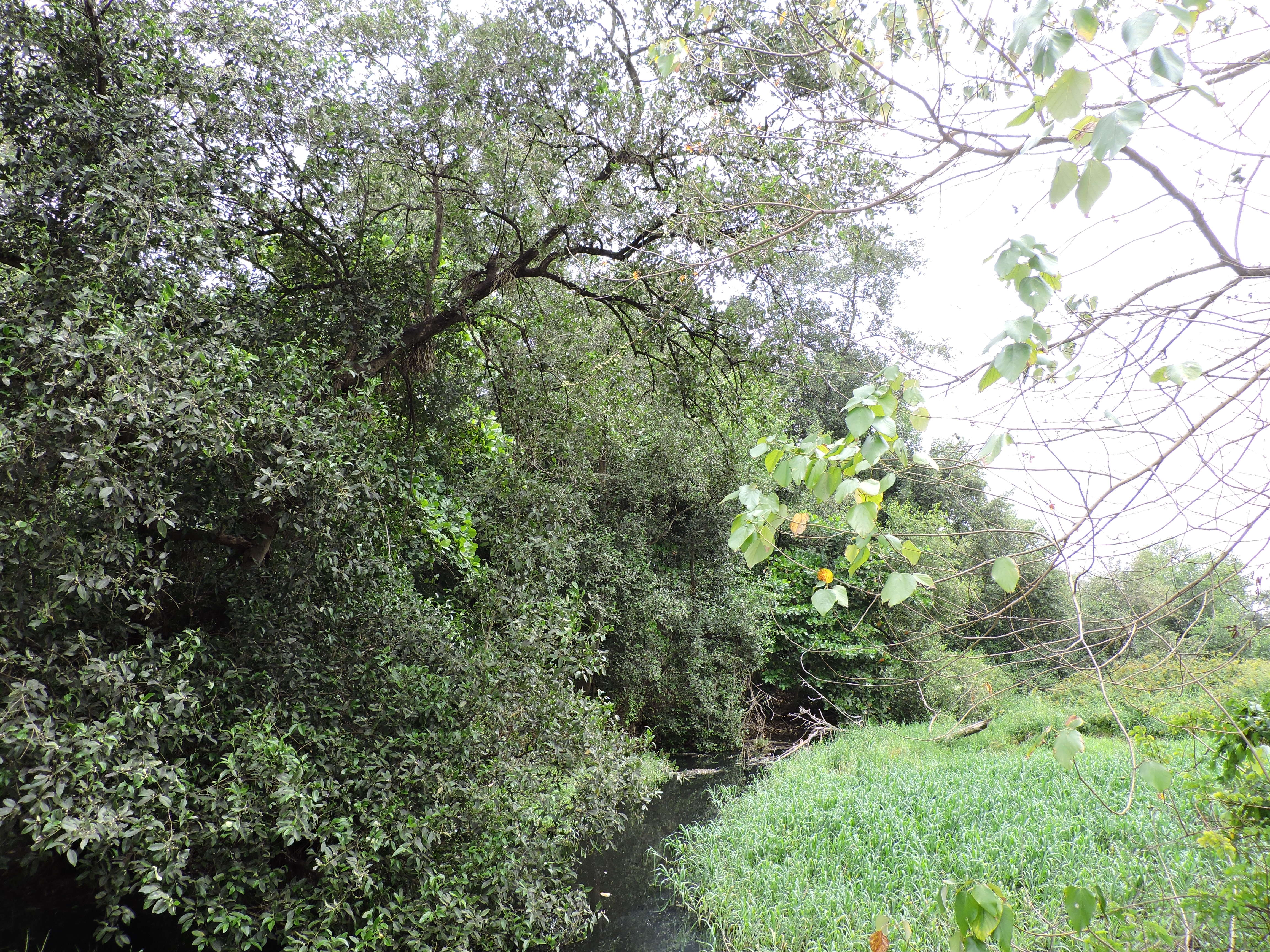
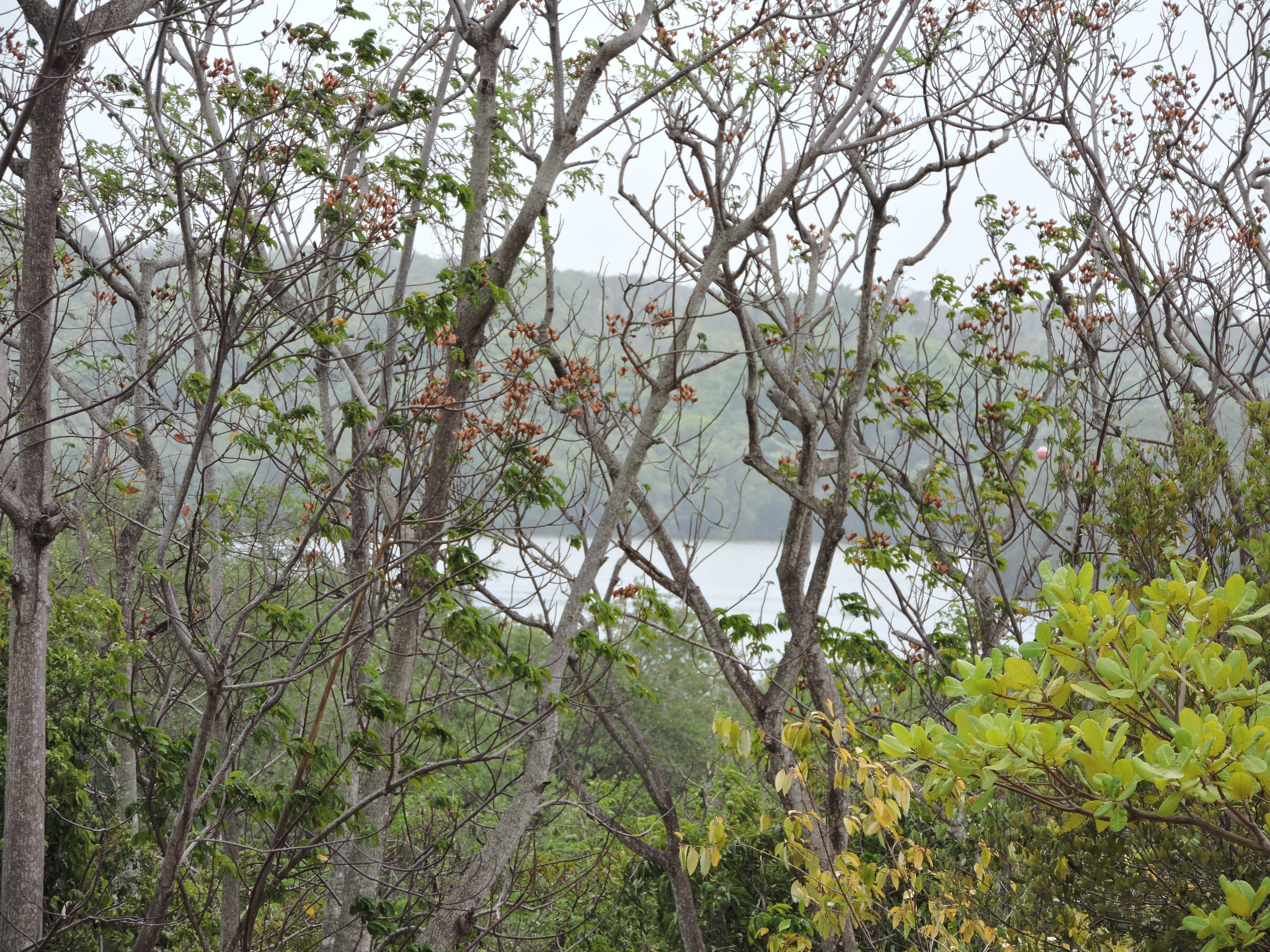
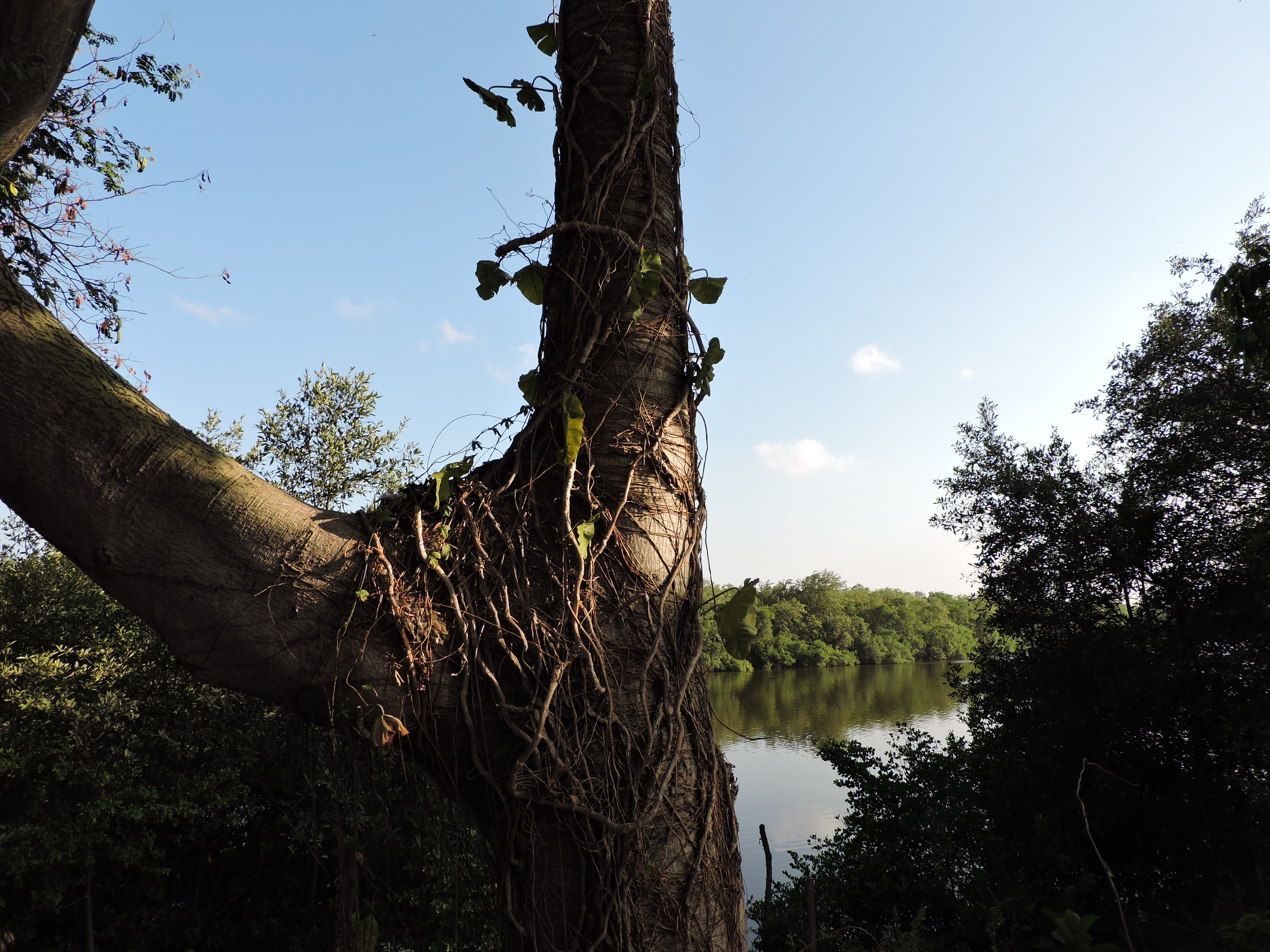
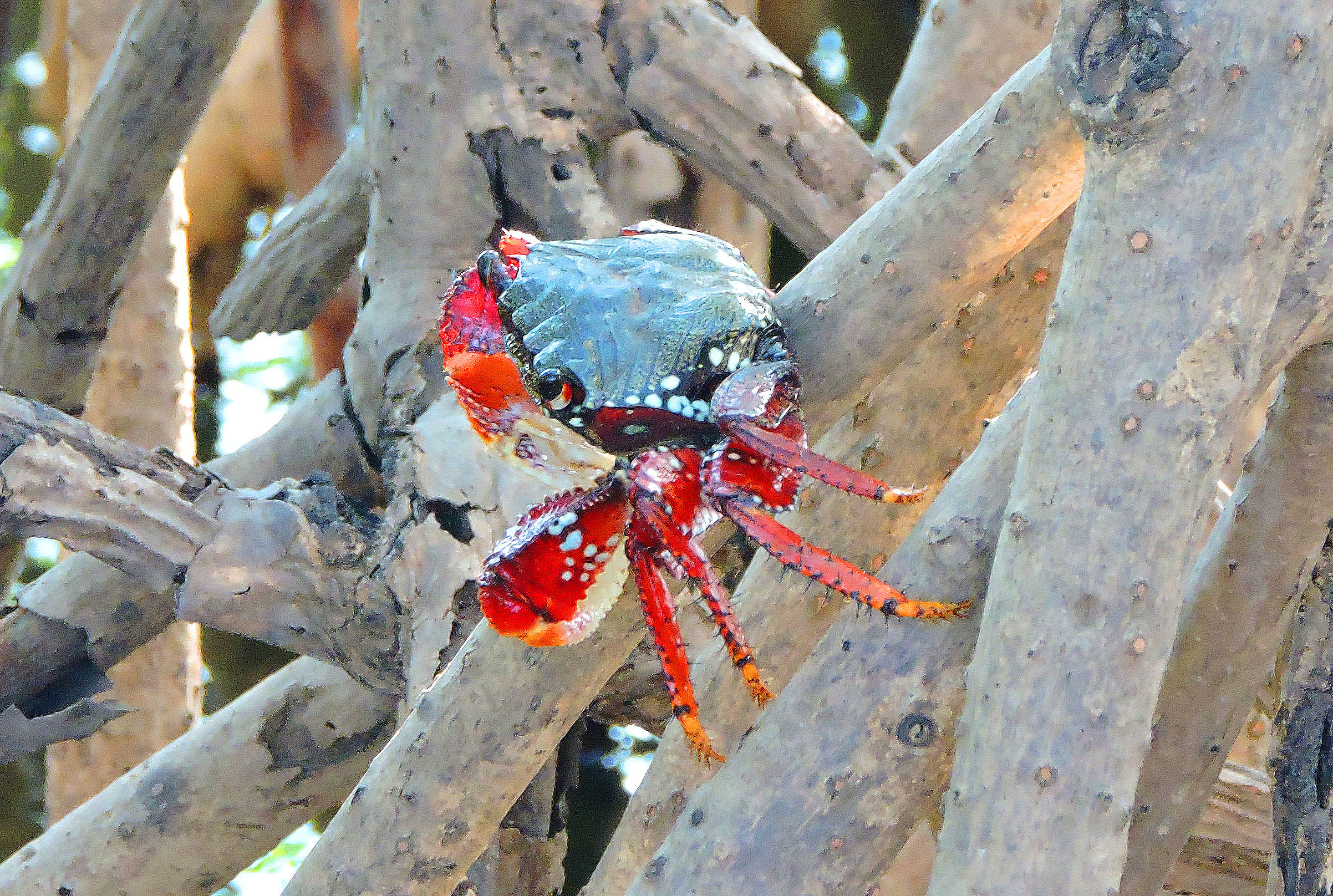
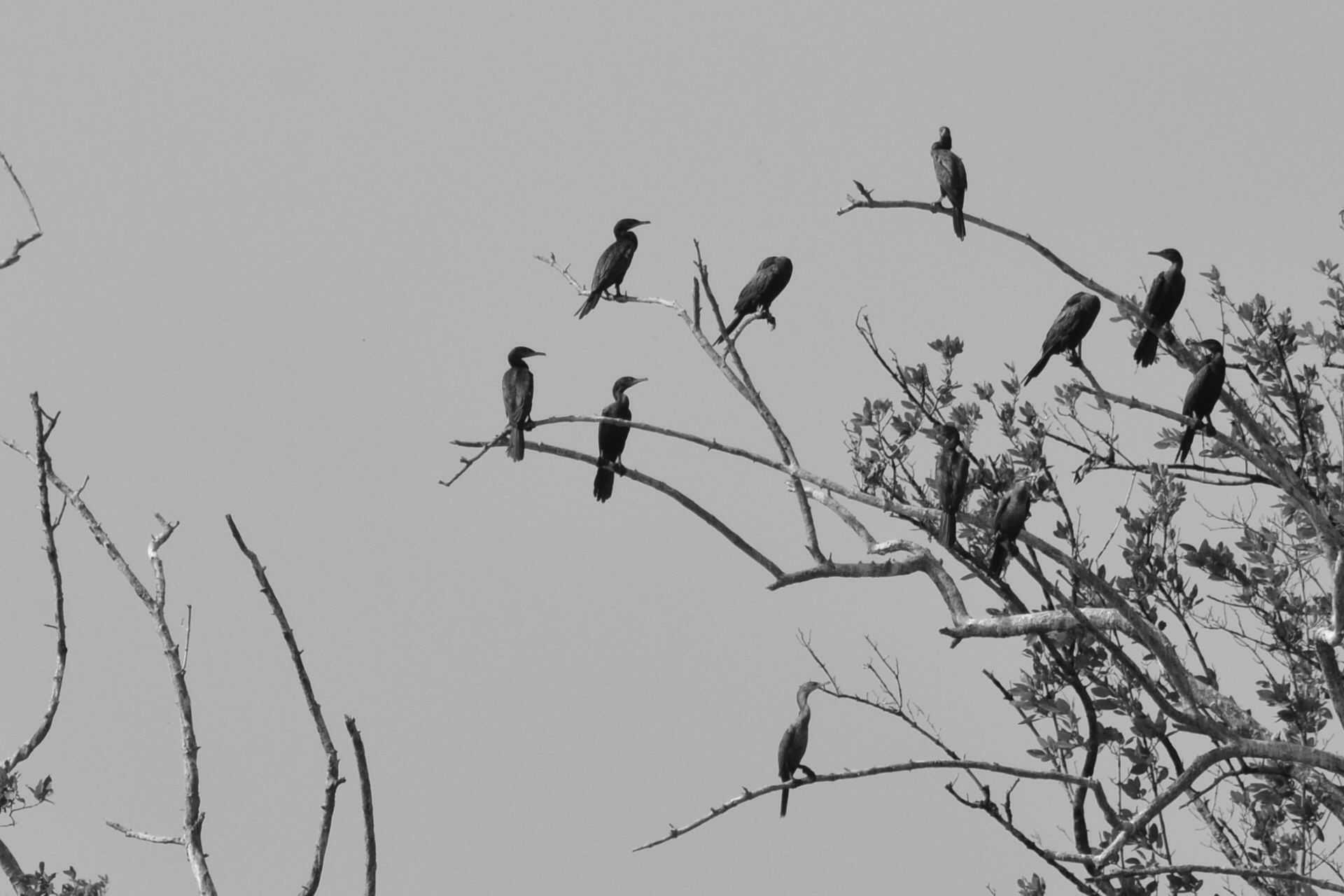
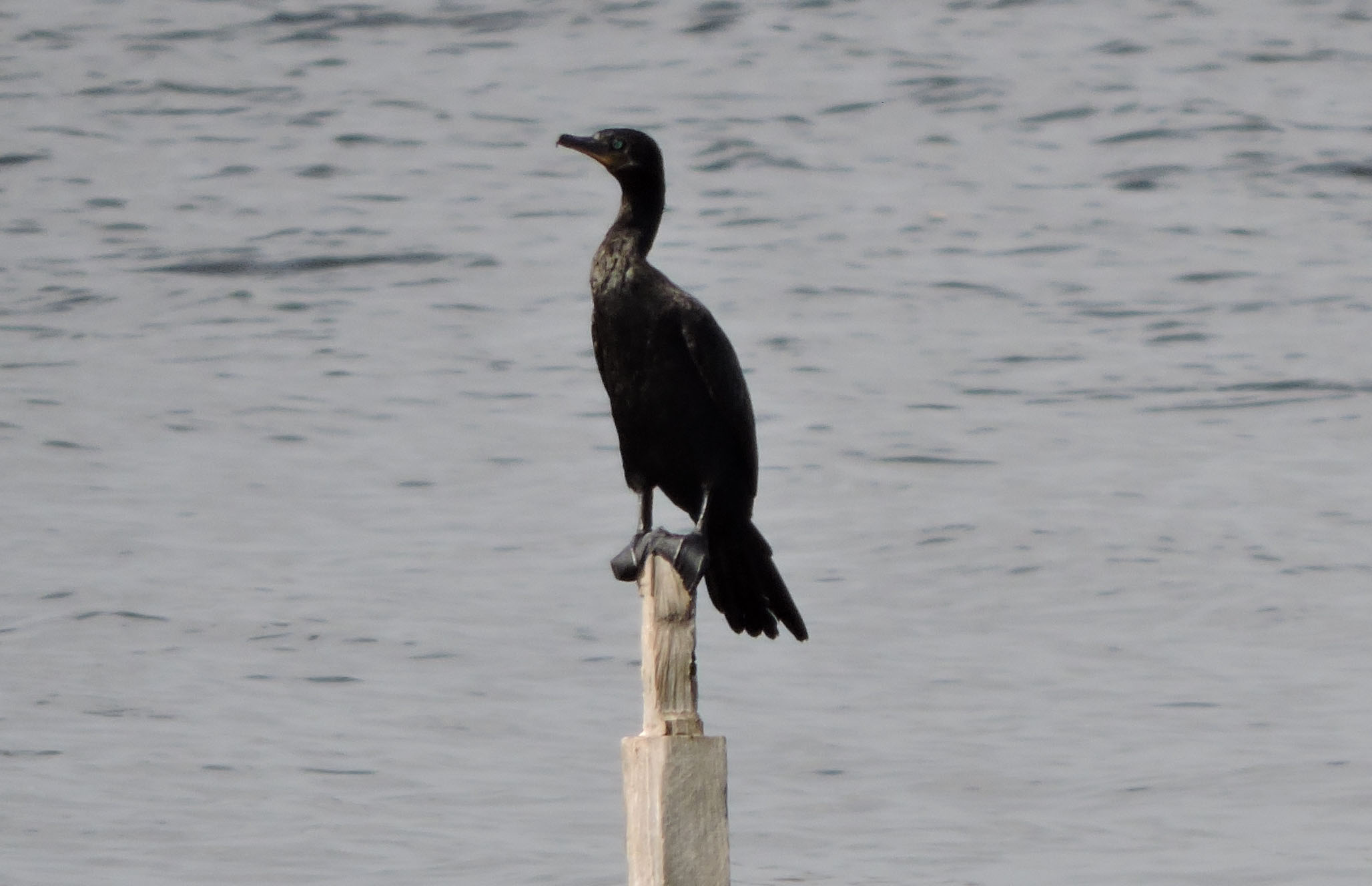
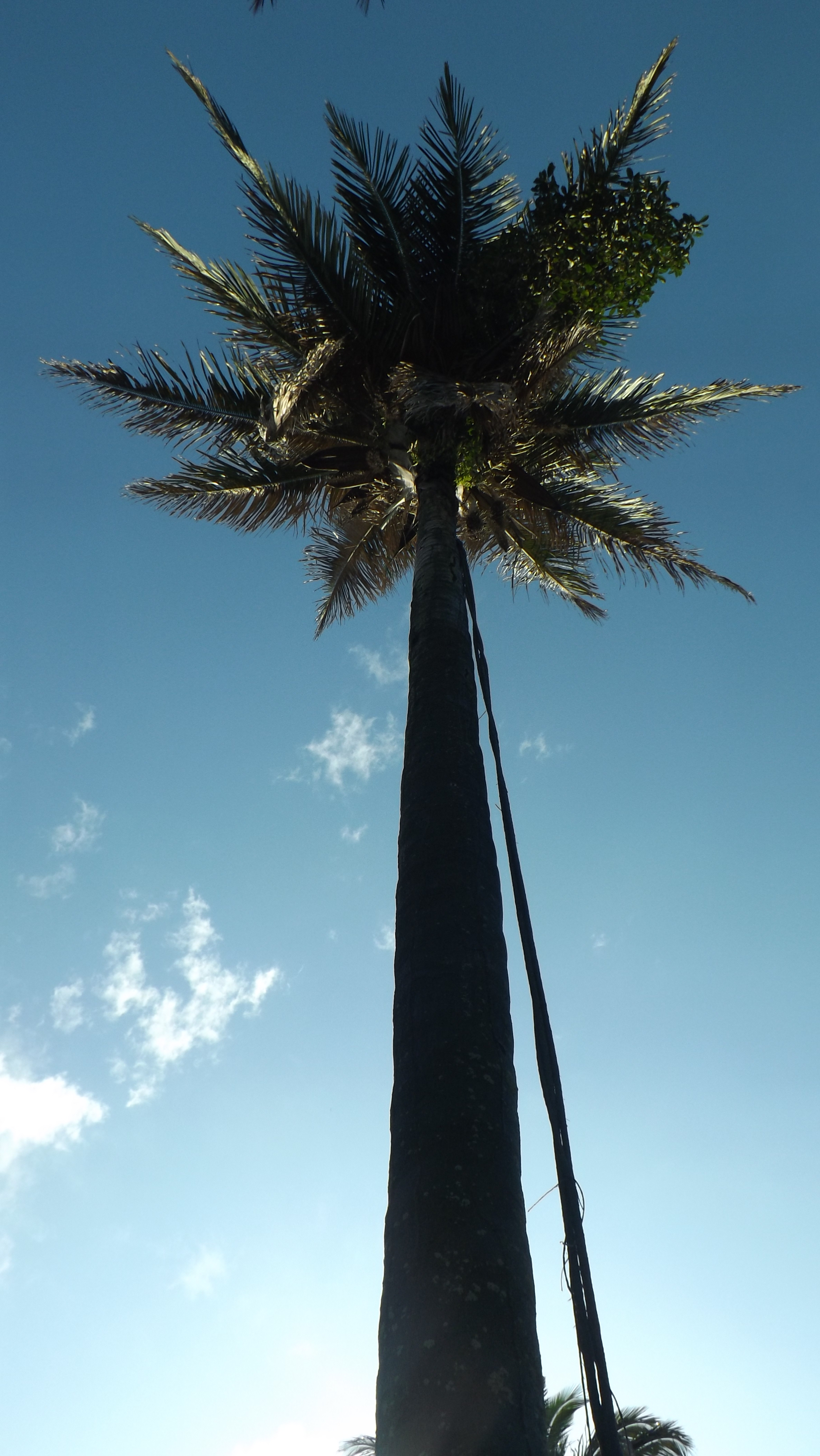
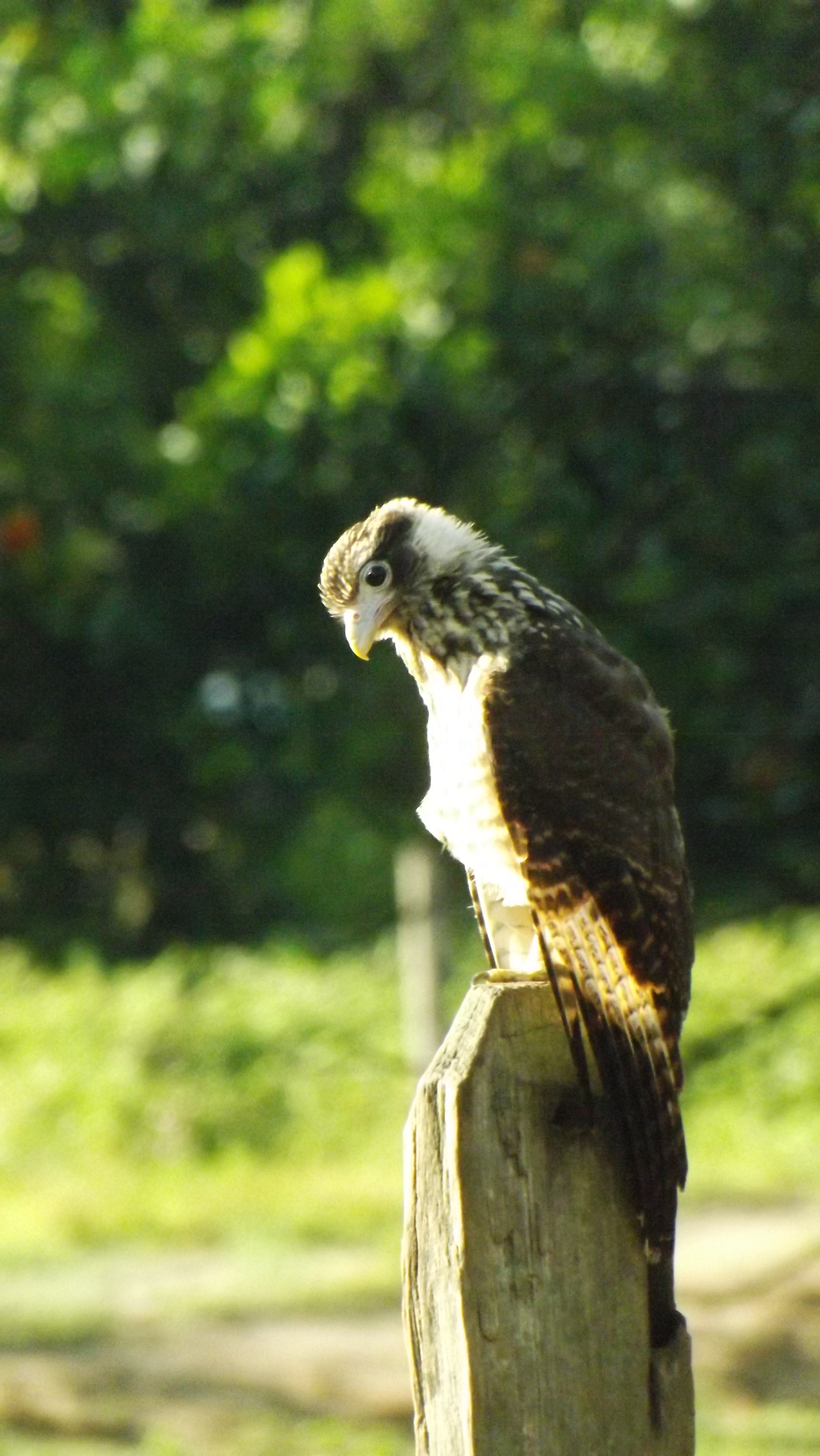